# Dương Trương Thiên Lý
Dương Trương Thiên Lý (Đồng Tháp, 23 agosto 1989) è una modella vietnamita, vincitrice del concorso di bellezza Miss Vietnam 2008. Ha rappresentato il Vietnam al concorso Miss Mondo 2008.